# Liste de films saoudiens
Ci-dessous une liste des films produits par le cinéma saoudien. Cette liste est nécessairement incomplète.
Pour une liste alphabétique des films saoudiens voir Catégorie:Film saoudien.

## Liste chronologique
- Langage du geste (1973)
- Une pierre dans la bouche (1983)
- Architecture of Mud (1999)
- Les Ombres du silence (Dhilal al Sammt - 2004)
- Femmes sans ombre (Nissa Bila Thil - 2006)
- Three Queens (2006)
- Cinéma à 500 km (2006)
- Keif al-Hal? (Comment ça va ? - 2006)
- Dhilal al sammt (2006)
- I Don' Wanna (2008)
- Last Day (2008)
- Project (2008)
- Al-Sahraa (2008)
- Shadow (2008)
- Sunrise/Sunset (2008)
- Three Men and a Woman (2008)
- According to Local Time (2008)
- Wadjda (2013), de Haifaa Al-Mansour
- Barakah Meets Barakah (2016)
- The Perfect Candidate (2019)
- Le Chevalier et la Princesse (2019)
- Les Filles d'Olfa (2023)
- 2024 : L'Alarme de Khaled Fahed